# Franz Joseph Keßler
Franz Joseph Keßler (* 1. Juli 1838 in Lohr am Main; † 18. Juni 1904 ebenda) war Bürgermeister von Lohr und Mitglied des Deutschen Reichstages.

## Leben
Keßler war der Sohn eines Schmiedemeisters. Er besuchte die Lateinschule in Lohr, das Gymnasium in Aschaffenburg und die Universität Würzburg. Zuerst war er nach bestandenem Staatskonkurs Rechtskonzipient, seit 1868 Funktionär am Landgericht Hammelburg und von Oktober 1868 bis Ende 1869 Rechtsrat am Stadtmagistrat in Würzburg. Ab 1869 war er langjähriger Bürgermeister seiner Heimatstadt Lohr. In seine Amtszeit fallen der Bau der Mainbrücke (1872), die Errichtung der Eisenbahnlinie Lohr-Wertheim und der Waldbauschule (1883) sowie der Ausbau der Lateinschule zum Gymnasium. Seit 1881 war er Mitglied des Bayerischen Landtages und des Finanzausschusses. Dieses Mandat übte er bis zu seinem Tode aus.
Von 1893 bis 1898 war er Mitglied des Deutschen Reichstags für den Wahlkreis Unterfranken 3 (Lohr, Karlstadt, Hammelburg, Marktheidenfeld, Gemünden) und die Deutsche Zentrumspartei.
In Lohr gibt es einen Bürgermeister-Keßler-Platz.